# 統合脅威管理
統合脅威管理（とうごうきょういかんり、英語：UTM（Unified Threat Management））は、コンピュータウイルスやハッキングなどの脅威からコンピュータネットワークを効率的かつ包括的に保護する管理手法。
ファイアウォール、VPN、アンチウイルス、不正侵入防御（IDS・IPS）、コンテンツフィルタリング、アンチスパムなどの機能をセキュリティアプライアンスとしてゲートウェイ1台で処理する。そうすることにより、管理者の管理負担も軽減されるだけでなく、導入コストを抑えることもできるというメリットがある。多くのベンダ製品がトランスペアレントモードで導入できるため、既存のネットワーク構成を変更することなく導入が可能となる。また、ASICベースの製品やクライアントライセンス無制限などの特徴を持つものも多い。なお、一定期間（1年間が主流）ごとにライセンス更新が必要な場合が多く、ライセンスが切れると最新パターンファイルを更新することができないため、実質的にただの「箱」となる。
ウイルス対策ソフトメーカーもUTM製品に参入しているが、撤退するケースも少なくなく、現状ではシェアの上位はUTM専門業者となっている。また、多くのファイアウォールベンダもUTMにシフトしてきており、アメリカのIDCの調査では、UTMがファイアウォールの売り上げを凌駕するのも時間の問題であるという。また、P2Pソフトの通信を止めたり、インスタントメッセージ対策機能を持つなどの特徴を持つ製品もある。
提供方法に関しては、中小・SOHO企業向けの小型-中型機ではリースによるアプライアンスの提供、中堅-大企業向けにはシステムコンサルティングの提案の一部にUTMを組み込む手法が多い。UTMを使用すると、利用者側にとっては管理が容易になるが、一方では利用者の環境に合わせた設定・調整が必要とあるため、サービスの質はベンダ企業の質に負うところが少なからずある。また、中小・SOHOの市場ではOA機器販売業者による販売が主流となっているが、提案企業のスキルが低い場合は、役に立たないただの「箱」になっているケースもある。そのような場合、ライセンスの更新の説明がなされていない場合や、保守についての取り決めがなされていないなどのトラブルも少なくない。中堅-大企業マーケットにおいては、システムコンサルタントとして提案を行なうSIerの質に完全に依存する場合が多い。